# نوامبر (فیلم ۲۰۰۴)
«نوامبر» (انگلیسی: November (film)) فیلمی در ژانر مرموز به کارگردانی گرگ هریسون است که در سال ۲۰۰۴ منتشر شد. از بازیگران آن می‌توان به کورتنی کاکس اشاره کرد.